# Dos penjats a Chicago
Dos penjats a Chicago (títol original: Just Visiting) és una pel·lícula de comèdia del 2001, un remake de la pel·lícula francesa Les Visiteurs, i un spin-off de Les Visiteurs i la seva seqüela, Les Visiteurs 2. És protagonitzada per Jean Reno, Christina Applegate, Christian Clavier, Malcom McDowell, Tara Reid, i Bridgette Wilson. Tracta d'un cavaller medieval i el seu serf que viatja al Chicago del segle xxi, coneixent al descendent del cavaller. Encara que la segona pel·lícula té una història diferent, encara és considerada part oficial de la sèrie.
Aquesta va ser la producció final de Hollywood Pictures abans de passar la gestió a la seva empresa germana, Touchstone Pictures fins que Hollywood Pictures va llançar la pel·lícula de terror de 2006 Stay Alive. Ha estat doblada al català.

## Argument
La història té lloc al segle xii a Anglaterra, on Lord Thibault està a punt de casar-se amb la Princesa Rosalind, filla del rei regnant, que d'aquesta manera seria Henry II. La seva mare era Elionor d'Aquitània, i els seus germans eren Ricard Cor de Lleó i Joan sense Terra.
En el banquet de noces, un enemic li dona una poció a Thibault que el fa al·lucinar, i sota la seva influència, ell mata a la seva pròpia núvia, (en lloc del seu pare, en la versió francesa) creient que ella és un monstre feroç. Sentenciat de mort, li demana a un assistent que li doni una droga que el porti de retorn al moment abans de matar la Princesa Rosalind. L'assistent fracassa en l'encanteri, i en lloc d'això, Thibault i el seu criat són enviats al segle XXI.
Acaben en un museu a Chicago on són arrestats per la policia. No obstant això, són rescatats per Julian Malféte (Christina Applegate), una empleada del museu que s'assembla molt a la Princesa Rosalind. Ella pensa que Thibualt és el seu parent que es va ofegar mentre estaven en un veler fa uns anys. Thibault aviat descobreix que Julia és descendent de la seva família i s'adona que ell ha de tornar al segle xii per corregir el passat. Julia els introdueix a l'estil modern americà de vida on les normes dels temps medievals no existeixen. Abans del seu retorn al seu temps, Thibault decideix protegir a Julia del seu promès famolenc de diners Hunter (Matt Ross). Mentrestant, el seu criat Andre s'enamora d'una jardinera, Angelique (Tara Reid) qui li presenta el món de la igualtat de drets per a totes les persones.
El mag s'adona del seu error i decideix viatjar al futur per ajudar a Thibault. Després de trobar-lo, reeixidament prepara una poció per tornar al passat. Hunter està decidit a fer fracassar Thibault intervenint els seus plans però Julia descobreix les seves intencions reals i acaba amb ell. Abans de marxar, Thibault li diu a Julia que ella coneixerà un nou i millor promès. Després ell i el mag prenen la poció i tornen al passat abans d'assassinar Princesa Rosalind. Hunter troba la resta de la poció que l'envia al segle xii on és capturat.

## Repartiment
- Jean Reno: Thibault
- Christina Applegate: Rosalind / Julia
- Christian Clavier: Andre
- Matt Ross: Hunter
- Tara Reid: Angelique
- Bridgette Wilson-Sampras: Amber
- John Aylward: Byron
- George Plimpton: Dr. Brady
- Malcolm McDowell: Wizard
- Alexis Loret: François

## Crítiques
La pel·lícula va rebre crítiques negatives generals, amb una puntuació de Rotten Tomatoes del 33 %.